# Зоран Ивановић
Зоран Ивановић (21. јуна 1967) српски је вајар и универзитетски професор. Ивановић је редовни професор Факултета примењених уметности Универзитета уметности у Београду, члан Управног одбора Народног музеја у Београду, председник комисије за доделу Награде града Београда „Деспот Стефан Лазаревић“ из области уметности – за ликовно и примењено стваралаштво, визуелне и проширене медије, као и члан Удружења ликовних уметника примењених уметности и дизајнера Србије.

## Биографија
Дипломирао је 6. октобра 1993. године на Одсеку за примењено вајарство Факултета примењених уметности Универзитета уметности у Београду. Магистрирао је 1. јуна 2004. године у Народном музеју у Београду, са тезом „Коњаничка композиција као вид меморијалне скулптуре“.
Од 1994. године је био сарадник у настави Факултета примењених уметности Универзитета уметности у Београду, затим је 1998. године изабран за асистента-приправника, потом 2004. године за асистента, 2008. године за доцента, за ванредног професора 2016. године и редовног професора 2020. године. Члан је Удружења ликовних уметника примењених уметности и дизајнера Србије од 1994. године.
Од 2018. године је члан Управног одбора Народног музеја у Београду, а од 2019. године се налази на дужности председника комисије за доделу Награде града Београда „Деспот Стефан Лазаревић“ из области уметности – за ликовно и примењено стваралаштво, визуелне и проширене медије.

## Дела
- Споменик Браниславу Нушићу у Београду (1992)
- Споменик Николи Пашићу у Београду (1997/1998)
- Биста Љубомиру Ненадовићу у Првој београдској гимназији (1999)

- Споменик краљу Александру Карађорђевићу у Нишу (2001-2003)
- 11 алегоријских скулптура за фасаду Југословенског драмског позоришта (2002-2003)
- Скулптура "Двоглави орао" за зграду Председништва Србије (2004)
- Споменик деспоту Стефану Лазаревићу (Деспотовац) (2005-2007)
- Постамент спомен-бисте Францу Листу у Београду (2011)
- Рељеф Радивоју Кораћу у Кнез Михаиловој улици у Београду (2012)
- Воштана фигура Вука Бојовића, Музеј воштаних фигура Јагодина (2014)
- Споменик трубачу Бакији Бакићу у Врању (2014)
- Споменик Бориславу Пекићу у Београду (2016)
- Воштана фигура Владимира Путина, Музеј воштаних фигура Јагодина (2016)
- Споменик патријарху Павлу у Бајиној Башти (2016)
- Споменик Милутину Миланковићу у Београду (2016/2017)
- Биста Тадији Сондермајеру у Београду (2016/2017)
- Биста Вуку Бојовићу у Београду (2017)
- Рељеф посвећен Ристи Марјановићу у Дому војске у Београду (2017)
- Биста шеика Заједа бин Султана Ал Нахјана, Председничка палата у Абу Дабиу (2018)
- Споменик краљу Петру I Карађорђевићу у Новом Саду (2018)
- Споменик кнегињи Милици у Крушевцу (2018)
- Бисте крушевачких глумаца (Миодраг Петровић Чкаља, Властимир Ђуза Стојиљковић, Милан Пузић, Радмила Савићевић) на Позоришном тргу у Крушевцу (2019)
- Биста Николе Тесле у Колуту (2019)[4]
- Биста Николе Тесле у Техерану (2019)
- Споменик трубачу Мићи Петровићу, Ужице (2021)[5]
- Споменик краљу Петру I Карађорђевићу, Суботица (2021)
- Биста Добрице Ерића, бронза, Кнић (2021)
- Споменик Патријарху Павлу, бронза, Бајина Башта (2021)
- Биста Алберта Ахсарбековича Андијева, бронза, коаутор, Централно гробље, Београд (2022)
- Биста Николе Тесле, бронза, Будимпешта (Помаз), Мађарска (2022)
- Споменик Милосаву Здравковићу Ресавцу, бронза, коаутор, Свилајнац (2022)
- Споменик Шабану Шаулићу, бронза, коаутор, Шабац (2022)
- Споменик Милану Ракићу, бронза, Мионица (2022)
- Биста Дарку Вукобратовићу, бронза, Рудник (2022)
- Реализација две хиперреалистичке (воштана) фигуре Николе Тесле, Музеј Николе Тесле, Београд (2022)
- Споменик патијарху Иринеју, бронза, Ниш (2023)
- Биста Момира Брадића, бронза, Позоришни трг, Крушевац (2023)
- Биста генерала Божидара Боже Јанковића, бронза, Београд (2023)
- Самостална изложба "Борба за српску државнот и слободу српског народа", Дом војске, Београд (2024)
- Рељеф посвећен Лариси Љаљи Крутиковој Богдановић, бронза, Сремска Митровица (2024)
- Самостална изложба "Борба за српску државнот и слободу српског народа", Галерија савремене уметности, Ниш, Београд (2024)
- Самостална изложба "Борба за српску државнот и слободу српског народа", Музеј Војводине, Нови Сад (2024)
- Споменик Милунки Савић, бронза, коаутор, Београд (2024)
- Биста Милије Вуковића, бронза, Позоришни трг, Крушевац (2024)

## Награде
- Прва награда на конкурсу за идејно решење споменика кнезу Страцимиру (коњаничка композиција), Чачак, 2021.
- Прва награда на конкурсу за идејно решење споменика краљу Александру Првом Карађорђевићу (коњаничка композиција), Сомбор, 2019.
- Прва награда на конкурсу за идејно решење споменикa Мирку Комненовићу, Херцег Нови, Црна Гора, 2019.
- Трећа награда на конкурсу за идејно решење споменика Стефану Немањи, Београд, 2018.
- Прва награда на конкурсу за идејно решење споменика војводи Степи Степановићу (коњаничка скулптура), Бања Лука, Република Српска, БиХ, 2017.
- Прва награда на конкурсу за идејно решење бисте Јосифу Маринковићу, Нови Бечеј, 2016.
- Награда Теслине научне фондације, 2016.
- Награда за идејно решење „Јавног признања 31. јануар“, Скупштине града Врања, 2011.
- Награда за идејно решење - „Специјално јавно признање 31. јануар“, Скупштине града Врања, 2011.
- Награда за идејно решење - „Плакета 31. јануар“, Скупштине града Врања, 2011.
- Награда на конкурсу за идејнао решење изгледа националног признања (статуете) „Никола Тесла“ за област науке и проналазаштва, Министарство за дијаспору, 2010.

- Награда на конкурсу за идејнo решење изгледа националних признања (статуете) „Михајло Пупин“ за област информационо-комуникационих технологија, Министарство за дијаспору, 2010.
- Награда на конкурсу за идејнао решење изгледа националниог признања (статуете) „Доситеј Обрадовић“ за област образовања, Министарство за дијаспору, 2010.
- Награда на конкурсу за идејнао решење изгледа националног признања (статуете) „Милош Црњански“ за област књижевности, Министарство за дијаспору, 2010.
- Друга награда (прва није додељена) на конкурсу за идејно решење споменика Јеврему Обреновићу, Шабац, 2009.
- Друга награда на међународном конкурсу за идејно решење споменика (коњаничке скулптуре) Филипу Македонском, Скопље, 2009.
- Прва награда на конкурсу за идејно решење споменика деспоту Стефану Лазаревићу у Деспотовцу, 2005.
- Прва награда на конкурсу за идејно решење споменика краљу Александру Првом Карађорђевићу у Нишу (коњаничка скулптура), 2000.
- Откупна награда на међународном конкурсу за идејно решење коњаничке скулптуре краљу Николи Првом Петровићу, Никшић, Црна Гора, 2000.
- Плакета Скупштине УЛУПУДС-а за стваралачке резултате у 1998. години, Београд, 1999.
- Прва награду на југословенском скулпторском конкурсу (59. радова) за идејно решење споменика Николи Пашићу, за истоимени Трг у Београду, 1996.
- Прва награду на југословенском анонимном конкурсу за израду скулпторског решења споменика српском комедиографу Браниславу Нушићу, на Тргу Републике у Београду, 1991.

## Галерија
- Споменик Браниславу Нушићу у Београду
- Споменик Николи Пашићу у Београду
- Споменик краљу Александру Карађорђевићу у Нишу
- Споменик деспоту Стефану Лазаревићу у Деспотовцу
- Споменик Бакији Бакићу у Врању
- Споменик Бориславу Пекићу у Београду
- Споменик Милутину Миланковићу у Београду
- Споменик краљу Петру I Карађорђевићу у Новом Саду
- Биста Миодрагу Петровићу Чкаљи у Крушевцу
- Биста Ђузи Стојиљковићу у Крушевцу
- Биста Ташку Начићу у Крушевцу
- Биста Радмили Савићевић у Крушевцу
- Биста Милану Пузићу у Крушевцу
- Биста Бати Паскаљевићу у Крушевцу
- Биста Љубинки Бобић у Крушевцу
- Грочанка, Гроцка